# Százkarátos szerelem
A Százkarátos szerelem (eredeti cím: The Love Punch) 2013-ban bemutatott brit filmvígjáték, melyet Joel Hopkins írt és rendezett. Főszereplők Emma Thompson és Pierce Brosnan. Gálabemutatója a Torontói Nemzetközi Filmfesztiválon volt 2013. szeptember 12-én. Magyarországon 2014. április 24-én jelent meg.

## Cselekmény
Kate Jones (Emma Thompson) ötvenes éveiben járó, elvált, virágallergiás nő, aki az interneten flörtöl, és két gyermeke van: Sofie és Max. Sofie az edinburgh-i egyetemre megy, és Max is az egyetemen lakik egy lakótársával.
Kate szomszédai, Jerry és Penelope közeli barátságban vannak mind Kate-tel, mind Richard Jones-szal (Pierce Brosnan), Kate volt férjével, aki befektetési bankár és a történet elején az utolsó munkanapját tölti, mivel eladta cégét egy párizsi befektetőnek és éppen nyugdíjba vonul.
Amikor azonban a titkárnőjével, Doreennal a buszmegállóban folytatott kora reggeli beszélgetés után megérkezik utolsó napján az irodába, Richard rádöbben, hogy a gátlástalan vevő, Vincent Kruger szándékosan csődbe vitte a cégét; pénzügyi eszközeiket lefoglalták, és hogy mindent elveszített, mind a saját, mind a nyugdíjalapjába befektető dolgozók pénzét, és az ő gyermekeik tanulmányaira felvett kölcsönöket is. Richard megígéri a kétségbeesett és dühös alkalmazottainak, hogy visszaszerzi a pénzüket.
Ezért Richard azzal a kéréssel megy el volt felesége, Kate otthonába, hogy tegyenek valamit, segítsen a dolgozóknak visszaszerezni azt, amit méltán kiérdemeltek.
Párizsba utaznak, hogy beszéljenek a cégüket lefoglaló vállalat vezetőjével, hátha észhez tér. Azonban a próbálkozás hiábavaló, és egy rövid találkozás után ajtót mutatnak nekik.
Ezért alternatív tervet keresnek, ami lehet, hogy őrültebb, de hatékonyabb. Megtudják, hogy Vincent hamarosan az esküvőjét tartja Manon Fontane-nal. Kate azt is megtudja, hogy Manon egy legalább 10 millió dolláros gyémántot fog viselni a nyakában az eseményen. Részletes tervet dolgoznak ki, hogyan lopják el a gyémántot, és így visszakaphatják a nyugdíjra félretett pénzeket.
Kate-nek sikerül bejutnia Manon meghitt leánybúcsújának szűk körébe, így megtudja, hogy egy ismeretlen texasi párt is meghívtak az esküvőre. A számítógépes feltörésekhez is értő fia, Matt segítségével megkeresik a texasiak szállodáját, átejtik őket, és megszerzik az esküvői meghívókártyákat.
Richard és Kate felkérik barátaikat, Jerryt és Penelopét, hogy segítsenek nekik a partin részt vevő texasiaknak kiadni magukat, azzal a szándékkal, hogy így beszivárognak a partira. Közben ők  kicserélik a gyémántot egy hamisítványra, a gyémántot pedig átadják Jerrynek és Penelopénak, mivel rájuk nem gyanakodnának.
Mivel a kastélyba való belépéshez ujjlenyomatra van szükség, Richard és Kate búvárfelszereléssel jutnak át a sziklákon, be a kastély területére. A partin megpróbálnak behatolni Manon szobájába. Ott meglepi őket Manon, aki feldúltnak tűnik. A könnyes szemű Manon bevallja Kate-nek, hogy kétségei vannak az esküvővel kapcsolatban. Miután Kate házassági tanácsot ad neki, Manon megtudja, hogy miért vannak ott, és úgy dönt, hogy szabad akaratából odaadja nekik a gyémántot.
Manon hivatalosan is lefújja az esküvőt. Jerry és Penelope el tudnak szökni a gyémánttal, miután Jerry lenyeli azt.
Richardot és Kate-et egy furgonnal majdnem egy szakadékba lökik, de Manon meg tudja menteni őket, így Kate felhívja egy kapcsolatát, aki egy hajóval felveszi őket.
Miután eladják a gyémántot Jerry egyik kapcsolatának 15 millió dollárért, Richard és Kate úgy döntenek, hogy egy kis időt utazással fognak tölteni, míg Jerry és Penelope visszaviszik a pénzt, hogy Richard korábbi alkalmazottainak adhassák.

## Szereplők
| Szerep               | Színész            | Magyar hangja (1. szinkron, 2014) |
| -------------------- | ------------------ | --------------------------------- |
| Richard Jones        | Pierce Brosnan     | Kautzky Armand                    |
| Kate Jones           | Emma Thompson      | Kovács Nóra                       |
| Sophie Jones         | Tuppence Middleton | Gáspár Kata                       |
| Jerry                | Timothy Spall      | Csuja Imre                        |
| Penelope             | Celia Imrie        | Zsurzs Kati                       |
| Manon Fontane        | Louise Bourgoin    | Nemes Takách Kata                 |
| Catherine            | Marisa Berenson    | Nyakó Júlia                       |
| Michaela             | Eleanor Matsuura   | N/A                               |
| Vincent Kruger       | Laurent Lafitte    | Zámbori Soma                      |
| Jean-Baptiste Durain | Olivier Chantreau  | Orosz Ákos                        |
| Tim                  | Tom Morton         | Tamási Zoltán                     |
| Matt Jones           | Jack Wilkinson     | Jakab Márk                        |
| Tyler                | Adam Byron         | Pásztor Tibor                     |
| Doreen               | Ellen Thomas       | Horváth Zsuzsa                    |
| Ken                  | John Ramm          | N/A                               |
| Glaxo titkárnő       | Linda Hardy        | N/A                               |
| Strandklubos lány    | Julie Ordon        | N/A                               |
| Esküvői vendég       | Catriona MacColl   | N/A                               |

## Fogadtatás
Peter Bradshaw író a The Guardianban három csillagot adott a filmnek, mondván, hogy "egészen mókás, vidáman vakmerő és nagyon barátságos középkorú filmvígjték".

## Fordítás
- Ez a szócikk részben vagy egészben  a   The Love Punch című angol Wikipédia-szócikk fordításán alapul.  Az eredeti cikk szerkesztőit annak laptörténete sorolja fel. Ez a jelzés csupán a megfogalmazás eredetét és a szerzői jogokat jelzi, nem szolgál a cikkben szereplő információk forrásmegjelöléseként.
- Ez a szócikk részben vagy egészben  a   Love Punch (película) című spanyol Wikipédia-szócikk fordításán alapul.  Az eredeti cikk szerkesztőit annak laptörténete sorolja fel. Ez a jelzés csupán a megfogalmazás eredetét és a szerzői jogokat jelzi, nem szolgál a cikkben szereplő információk forrásmegjelöléseként.
- Ez a szócikk részben vagy egészben  a   Wie in alten Zeiten című német Wikipédia-szócikk fordításán alapul.  Az eredeti cikk szerkesztőit annak laptörténete sorolja fel. Ez a jelzés csupán a megfogalmazás eredetét és a szerzői jogokat jelzi, nem szolgál a cikkben szereplő információk forrásmegjelöléseként.